# George Padmore
George Padmore (Arouca, Trinidad y Tobago, Indias Occidentales Británicas, 28 de junio de 1903-Londres, Reino Unido, 23 de septiembre de 1959), cuyo nombre de nacimiento fue Malcolm Ivan Meredith Nurse, fue un político trinitense comunista y posterior defensor del panafricanismo de corte socialista. 

## Biografía
Hijo de un asesor agrícola y de una maestra, conoció las ideas panafricanas desde muy joven a través de su padre, un partidario de Henry Sylvester Williams. Estudió en colegios privados y se graduó en 1918. Trabajó como periodista en el Trinidad Guardian, periódico cuya editorial mostraba los intereses de la clase burguesa blanca probritánica. En esa época se casa con Julia Semper, a la que abandonaría años más tarde junto a la hija para ir a Moscú. 
La falta de instituciones académicas en las Antillas Británicas le obligó a emigrar a los Estados Unidos en 1924, donde se licencia en Derecho en 1928, año en el que tomó el seudónimo de George Padmore para no poner en peligro a su familia. Un año antes se unió al Partido Comunista de los Estados Unidos. En esa etapa se convertirá en un antiimperialista preocupado en la cuestión racial. 
En 1929 deja los Estados Unidos para establecerse en la URSS, donde trabajará para el Komintern como asesor en los movimientos de liberación negra y antiimperialismo. En 1931 es destinado a la ciudad alemana de Hamburgo donde será redactor jefe del diario The Negro Worker y escribirá su primer libro The life and Struggles of Negro Toilers. En 1934 es expulsado de  la Internacional Comunista donde fue criticado por su "tendencia a la unidad racial contra la unidad de clase". 
Ese mismo año, se establece en Londres donde colaborará con distintos intelectuales panafricanistas. Fundará la International African Friendly of Abyssinia y la International African Servicies Bureau junto a Jomo Kenyata, CLR James, T. Ras Makkonen, Sam Manning y Amy Ashwood Garvey, primera esposa de Marcus Garvey y conocida como La verdadera Garvey. Se dedica a interpretar, recoger información y proponer estrategias con las que luchar contra el imperialismo. Todo ello lo recogerá en varias obras. En 1945, fue uno de los principales organizadores del V Congreso Panafricano celebrado en Manchester. Un año después escribe dos libros en los que estudia la Revolución soviética y trata de demostrar que el socialismo es un sistema, que al contrario que el capitalismo, diluye las diferencias raciales y no necesita de excedentes como los países imperialistas y capitalistas.
En 1957, fue invitado a Ghana por este último y se convirtió en asesor en asuntos africanos. En este cargo, Padmore contribuyó a la organización de la Conferencia de Estados Independientes de 1958. Fue elegido Secretario General de la Conferencia de Todos los Pueblos Africanos y trabajó para unir a los países africanos contra el imperialismo y para denunciar las religiones y las rivalidades étnicas como divisorias. Murió el 23 de septiembre de 1959 y fue enterrado en octubre con un funeral nacional. 
- Datos: Q737469
- Multimedia: George Padmore / Q737469